# Batalla de Zapotepec
La batalla de Zapotepec fue una acción militar de la Guerra de Independencia de México, efectuada el 2 de enero de 1821, en las cercanías de la localidad de Zapotepec, Guerrero. Los insurgentes comandados por el general Vicente Guerrero tomaron Zapotepec, aniquilando la compañía de granaderos, independientemente en 1820, Iturbide había sido comisionado por el virrey Juan Ruiz de Apodaca para acabar con las tropas de Guerrero, internado en la sierra de Jaleaca de Catalán.